# Ichneumon armillatus
Ichneumon armillatus là một loài tò vò trong họ Ichneumonidae.